# Baga de Saladic
La Baga de Saladic, és una obaga del terme municipal de Monistrol de Calders, a la comarca del Moianès.
És a prop a l'est del poble de Monistrol de Calders, a l'esquerra de la riera de Sant Joan i al sud de la masia de Saladic. És tot el vessant nord-est del Serrat de les Serveres, o del Repetidor. La seva continuïtat cap al nord-est la forma la Baga del Solà. Pel costat de llevant, la Baga de Saladic s'endinsa en el Sot de l'Arç, del qual constitueix el límit meridional.